# Raffaele Farina

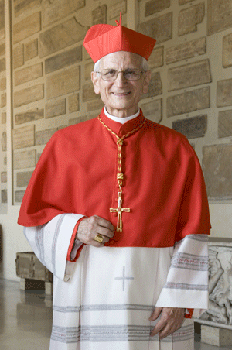
Raffaele Kardinal Farina SDB (2012)

Kardinalswappen

Raffaele Kardinal Farina SDB (* 24. September 1933 in Buonalbergo, Provinz Benevent, Italien) ist emeritierter Kurienkardinal der römisch-katholischen Kirche.

## Leben
Farina trat nach seiner Schulzeit am 25. September 1954 in die Ordensgemeinschaft der Salesianer Don Boscos ein. Er empfing am 1. Juli 1958 das Sakrament der Priesterweihe und wirkte ab 1968 als Professor und Dekan an der Päpstlichen Universität der Salesianer, deren Rektor er von 1977 bis 1983 war. 1981 wurde er Sekretär des Päpstlichen Komitees für Geschichtswissenschaft und 1986 Untersekretär des Päpstlichen Rates für die Kultur.
1991 erfolgte die erneute Berufung zum Rektor der Päpstlichen Universität der Salesianer. Papst Johannes Paul II. ernannte ihn am 25. Mai 1997 zum Präfekten der Vatikanischen Bibliothek.
Am 15. November 2006 erhob Papst Benedikt XVI. Farina zum Titularbischof von Opitergium. Die Bischofsweihe spendete ihm am 16. Dezember desselben Jahres Kardinalstaatssekretär Tarcisio Bertone SDB; Mitkonsekratoren waren der Kardinalgroßpönitentiar, James Francis Kardinal Stafford, und der damalige Archivar und Bibliothekar der Heiligen Römischen Kirche, Jean-Louis Kardinal Tauran.
Am 25. Juni 2007 ernannte ihn Papst Benedikt XVI. zum Archivar und Bibliothekar der Heiligen Römischen Kirche. Gleichzeitig wurde Farina zum Titularerzbischof pro hac vice erhoben. Farina hat das Amt des Archivars und Bibliothekars der Heiligen Römischen Kirche am 1. September 2007 angetreten.
Raffaele Farina war während seiner Zeit als Präfekt der Vatikanischen Bibliothek Mitglied der Päpstlichen Akademie der Wissenschaften. Seit 2000 gehört er als korrespondierendes Mitglied der Zentraldirektion der Monumenta Germaniae Historica an.
Am 24. November 2007 nahm ihn Benedikt XVI. als Kardinaldiakon mit der Titeldiakonie San Giovanni della Pigna in das Kardinalskollegium auf. Am 9. Juni 2012 nahm Benedikt XVI. Farinas aus Altersgründen vorgebrachtes Rücktrittsgesuch vom Amt des Archivars und Bibliothekars der Heiligen Römischen Kirche an.
Nach dem Rücktritt Benedikts XVI. nahm Kardinal Farina am Konklave 2013 teil. Am 24. Juni 2013 berief ihn Papst Franziskus zum Präsidenten der Kommission für die Kontrolle der IOR (Vatikanische Bank).
Am 19. Mai 2018 wurde er unter Beibehaltung seiner Titeldiakonie als Titelkirche pro hac vice zum Kardinalpriester ernannt.

## Mitgliedschaften
Raffaele Kardinal Farina ist Mitglied folgender Institutionen der Römischen Kurie:
- Kongregation für die Selig- und Heiligsprechungsprozesse (2008–2013)[6]
- Kongregation für das Katholische Bildungswesen (2008–2013)[6]
- Päpstliche Kommission für die Kulturgüter der Kirche (2008–2012)[6]

## Ehrungen
- 2005: Großkreuz des Verdienstordens der Italienischen Republik
- 2019: Orden der Aufgehenden Sonne, 2. Klasse[7]